# Лаздунский сельсовет
Лаздунский сельсовет — административная единица на территории Ивьевского района Гродненской области Белоруссии.

## Состав
Лаздунский сельсовет включает 12 населённых пунктов:
- Бабинск — деревня.
- Бочешники — деревня.
- Бежемцы — деревня.
- Бильмоны — деревня.
- Бобровичи — деревня.
- Викшняны — деревня.
- Доневичи — деревня.
- Забелавцы — деревня.
- Купровичи — деревня.
- Лаздуны I — деревня.
- Лаздуны 2 — деревня.
- Русачки — деревня.

## Производственная сфера
- СПК «Лаздунский»
- Участковая ветеринарная лечебница

## Социальная сфера
Образование — ДС-СШ. Медицина — врачебная амбулатория, больница сестринского ухода, аптека. Культура — СДК, 1 сельская библиотека

## Достопримечательности
Костел Святых Симеона и Иуды-Фаддея.
Дом Виктории Лаздунской